# Adolf Richter (Politiker, 1900)
Adolf Richter (* 2. Januar 1900 in Donnerau, Landkreis Waldenburg, Schlesien; † 26. November 1973 in Goslar) war ein deutscher Politiker (SPD) und Mitglied des Niedersächsischen Landtages.

## Leben
Adolf Richter absolvierte eine Lehrerausbildung, die durch seinen Militärdienst im Ersten Weltkrieg unterbrochen wurde. Danach arbeitete er im Regierungsbezirk Breslau. Er trat im Jahr 1921 in die SPD ein und engagierte sich in verschiedenen Positionen mit Schwerpunkt auf der Fortbildung von Erwachsenen und Arbeitern. In der Zeit des Nationalsozialismus wurde er im März 1933 als Schulleiter seines Amtes enthoben, aus dem Dienst entlassen und nach einiger Zeit wieder als Lehrer eingestellt. Er wurde zum Militär eingezogen und geriet in Kriegsgefangenschaft, aus der er im Jahr 1946 wieder zurückkehrte. In der Folge baute sich der Heimatvertriebene eine neue Existenz auf, übernahm die Leitung einer Schule in Wolfshagen im Harz im Landkreis Gandersheim und engagierte sich in der Betreuung von Flüchtlingen. Im SPD-Unterbezirk Gandersheim-Goslar übernahm er ab 1956 den Vorsitz, zudem war er Ratsmitglied der Gemeinde Wolfshagen und Kreistagsmitglied in Gandersheim. Vom 20. Mai 1963 bis 20. Juni 1970 war er Mitglied des Niedersächsischen Landtages (5. und 6. Wahlperiode).